# Gagarin (Smolensk)
Gagarin (russisch Гага́рин, bzw. bis 1968 Gschatsk, Гжатск) ist eine Stadt in Russland in der Oblast Smolensk, rund 239 Kilometer nordöstlich der Gebietshauptstadt Smolensk an der Eisenbahnstrecke Moskau–Smolensk–Minsk gelegen. Sie hat 31.721 Einwohner (Stand 14. Oktober 2010) und trägt ihren heutigen Namen zu Ehren des Raumfahrtpioniers Juri Gagarin, der nahe der Stadt geboren wurde.

## Geschichte

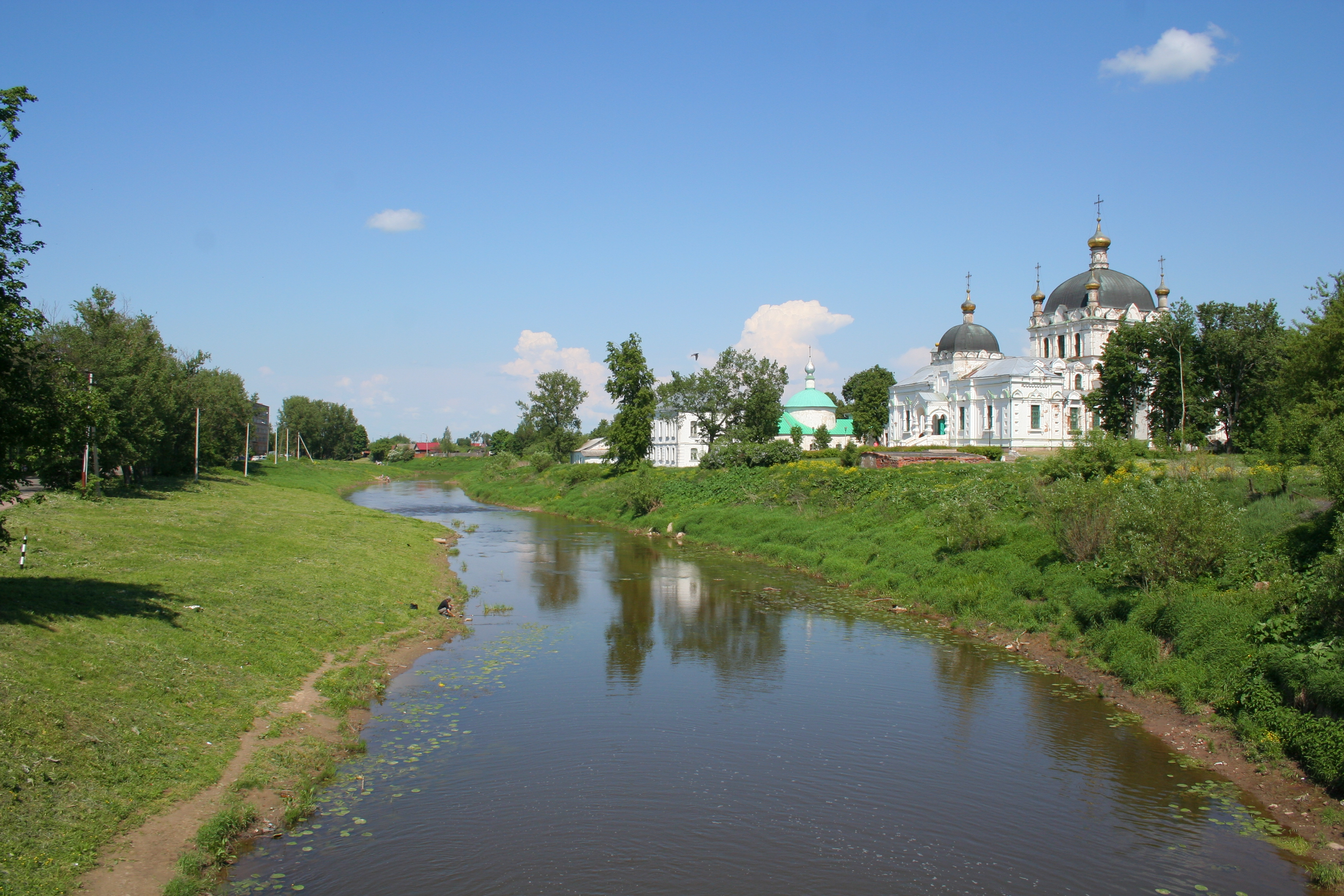
Der Fluss Gschat in Gagarin mit Verkündigungskathedrale und Tichwin-Kirche

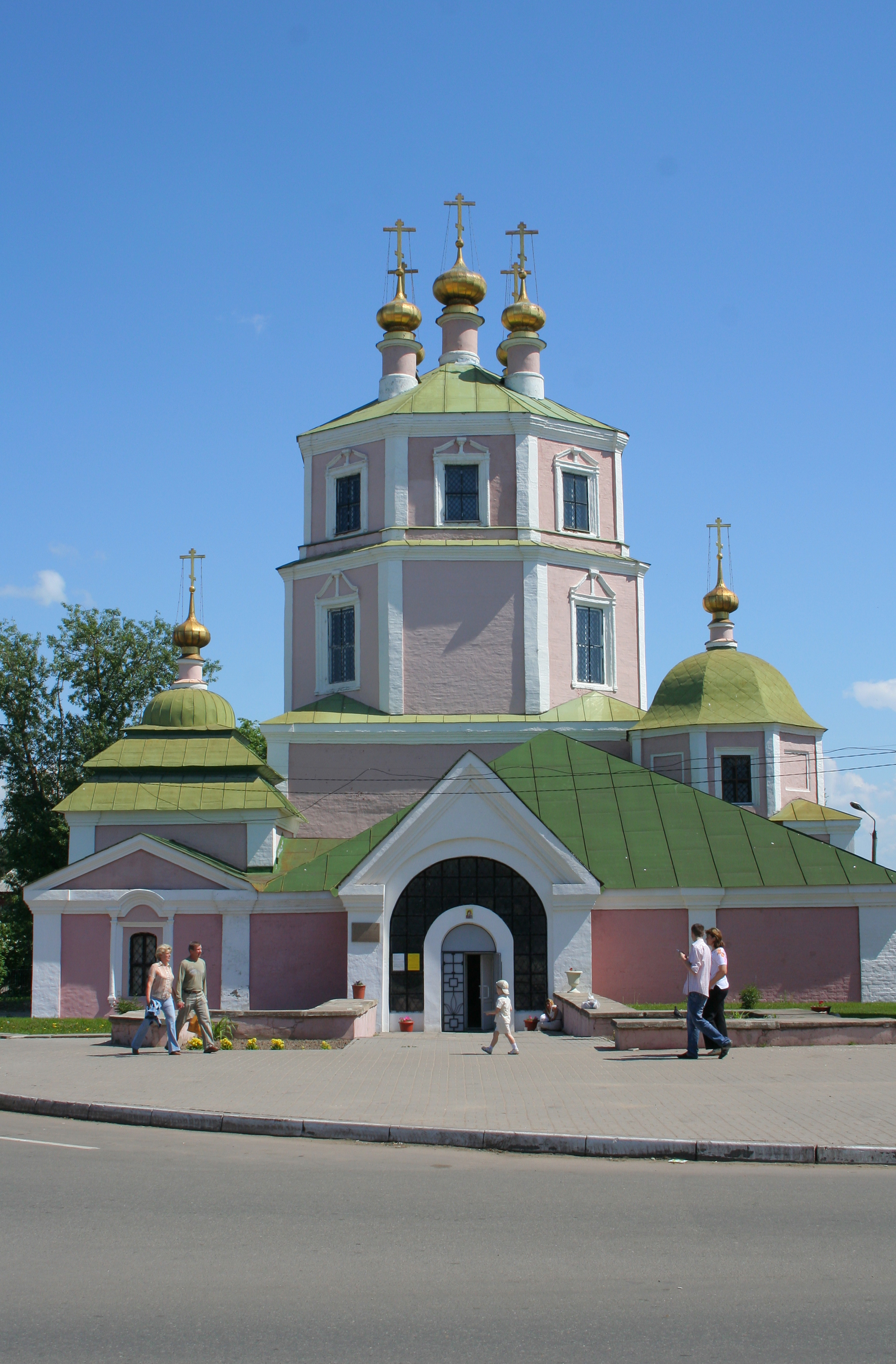
Kasaner Kirche

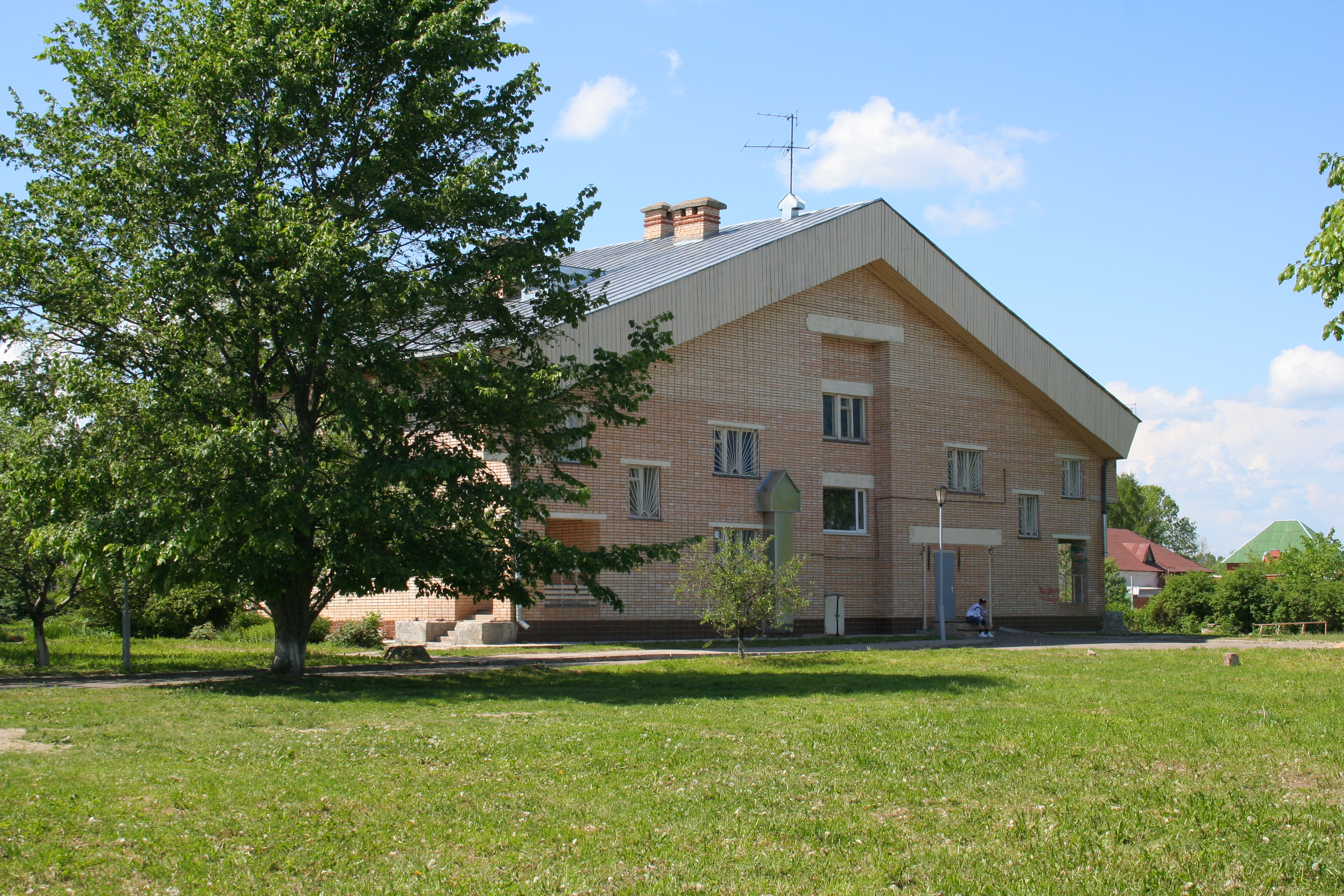
„Haus der Kosmonauten“ mit Gagarin-Museum

Der ursprüngliche Name der Stadt ist vom kleinen Fluss Gschat aus dem Flusssystem der Wolga abgeleitet, der durch die heutige Stadt fließt. Dem Fluss verdankt die Stadt auch ihre Entstehung Anfang des 18. Jahrhunderts. Zu jener Zeit ließ Zar Peter der Große die neue russische Hauptstadt Sankt Petersburg errichten und plante in diesem Zusammenhang auch Wassertransportwege vom zentralen Teil Russlands in die neue Hauptstadt mit Hilfe von künstlichen Kanälen, die die Wolga mit der Newa verbinden sollten. Mit seinem Erlass aus dem Jahre 1715 verfügte er, am Fluss Gschat einen der Knotenpunkte für den Transport Richtung Norden einzurichten. Daraufhin begann 1718 der Bau der Anlegestelle und zugleich die Entstehung der Stadt. Die Aufnahme des Schiffsverkehrs führte schnell auch zur Entstehung der ersten Industrie im Ort. Bereits in den 1720ern war die neue Siedlung ein wichtiger Umschlagsplatz im Binnenschiffverkehr sowie Standort etlicher Manufakturen. Den Status einer Stadt erhielt Gschatsk allerdings erst am 22. Februar 1776.
Kurz nach Vergabe des Stadtrechts ließ die Staatsmacht in Petersburg für Gschatsk einen Generalplan erarbeiten, der eine Bebauung des Stadtzentrums rund um die Schiffsanlegestelle im klassizistischen Stil vorsah. Die Stadt erlebte gegen Ende des 18. Jahrhunderts einen Bauboom und war auch industriell eine der am höchsten entwickelten Städte in der russischen Provinz. Dies dauerte bis 1812 an, als die Stadt im Zuge des Krieges gegen Napoléon von den französischen Truppen verwüstet und fast vollständig zerstört wurde. Ein Wiederaufbau nach dem Krieg war notwendig, so dass 1817 ein neuer Bebauungsplan erstellt wurde. Wegen Geldmangels ging der Wiederaufbau nur langsam voran; es sollte noch Jahrzehnte dauern, bis sich die Stadt von den Kriegsfolgen erholen konnte. Zudem verlor Gschatsk Mitte des 19. Jahrhunderts als Schifffahrtsumschlagplatz merklich an Bedeutung, nachdem die Eisenbahnstrecke von Moskau nach Sankt Petersburg fertiggestellt und der Großteil der Ladungen von da an auf diesem Weg transportiert wurde. Dennoch blühte der Handel in der Stadt noch bis Anfang des 20. Jahrhunderts; 1910 zählte Gschatsk rund 10.000 Einwohner.
Die Oktoberrevolution und der darauffolgende Bürgerkrieg hatten einen weiteren Tiefpunkt in der Geschichte der Stadt zur Folge: Viele Kirchen wurden zweckentfremdet und ausgeraubt, einige auch zerstört. Die Lage der Stadt zwischen Moskau und Russlands westlichen Grenzen wurde ihr auch im Zweiten Weltkrieg zum Verhängnis: Sie wurde von den deutschen Invasoren verwüstet. Zwar wurde nach dem Krieg erneut mit dem Wiederaufbau begonnen, allerdings ging das alte, vom 19. Jahrhundert geprägte Stadtbild von Gschatsk unwiderruflich verloren.
Überregionale Bekanntheit erlangte Gschatsk 1961, nachdem der nahe der Stadt geborene Juri Gagarin durch den ersten bemannten Raumflug weltberühmt wurde. Nachdem Gagarin 1968 bei einem Übungsflug tödlich verunglückte, bildete sich in Gschatsk eine Bürgerinitiative für eine Umbenennung der Stadt zu Ehren ihres berühmten Sohnes. Dem bald darauf an die sowjetische Regierung gerichteten Ersuchen wurde stattgegeben, und bereits am 23. April 1968, keinen Monat nach Gagarins Tod, wurde Gschatsk per Erlass des Obersten Sowjets in Gagarin umbenannt. In den nächsten Jahren erhielt die Stadt auch ein Gagarin-Denkmal sowie ein Gagarin-Museum.
Gagarin unterhält eine Städtepartnerschaft mit der deutschen Stadt Ratingen.

### Bevölkerungsentwicklung
| Jahr | Einwohner |
| ---- | --------- |
| 1897 | 06.324    |
| 1939 | 12.085    |
| 1959 | 09.906    |
| 1970 | 15.715    |
| 1979 | 20.812    |
| 1989 | 28.867    |
| 2002 | 28.789    |
| 2010 | 31.721    |

Anmerkung: Volkszählungsdaten

## Wirtschaft und Infrastruktur

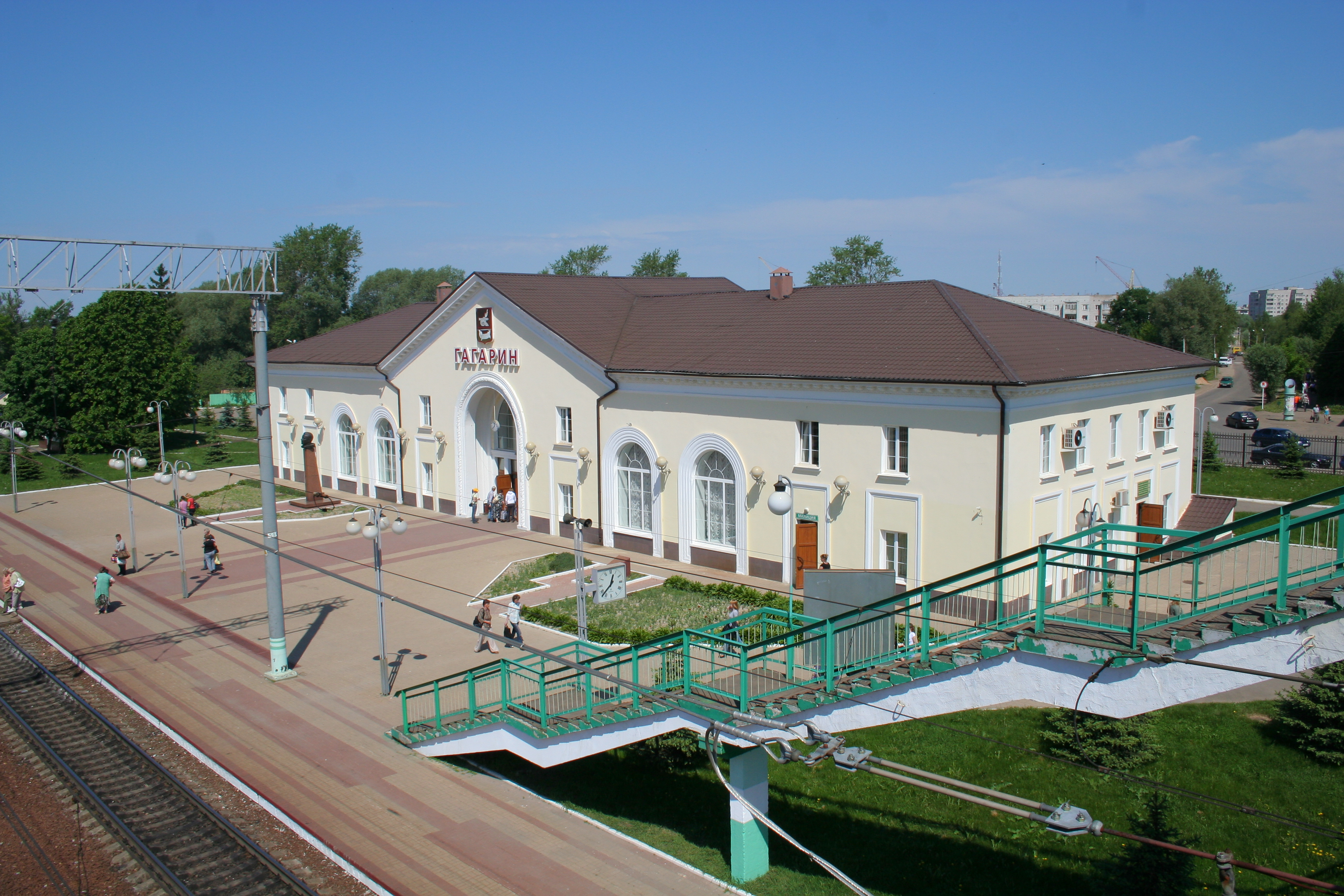
Bahnhof Gagarin

Heute ist Gagarin eine Industriestadt mit einem Maschinenbaubetrieb, einer Fabrik für Lichttechnik, Verarbeitungsbetrieben für landwirtschaftliche Produkte, einer Textilfabrik und mehreren Nahrungsmittelfabriken. Zu den wichtigsten Sehenswürdigkeiten zählen neben dem Juri-Gagarin-Museum auch ein Heimatmuseum sowie einige wenige noch erhaltene Kirchengebäude aus dem 18. und 19. Jahrhundert, darunter die Verkündigungskathedrale aus den Jahren 1897–1900. Die Stadt liegt an der Fernstraße M1 (E 30, Moskau–Minsk) und der parallel dazu verlaufenden Eisenbahnstrecke und hat an letzterer einen Bahnhof, an dem Nahverkehrszüge unter anderem aus Moskau, Moschaisk und Wjasma halten.

## Persönlichkeiten

### Söhne und Töchter der Stadt
- Nikolai Iwanowitsch Pastuchow (1831–1911), Unternehmer, Verleger und Schriftsteller
- Juri Wladimirowitsch Lomonossow (1876–1952), Verkehrswissenschaftler und Eisenbahnpionier
- Peter Wladimir von Glasenapp (1882–1951), Generalleutnant, Kommandeur der Kaiserlich-Russischen und der Nordwest-Armeen
- Andrei Nikolajewitsch Tichonow (1906–1993), Mathematiker
- Gennadi Iwanowitsch Iwantschenko (* 1946), Gewichtheber
- Nikolai Iwanowitsch Noskow (* 1956), Rocksänger, Komponist und Musiker

### Persönlichkeiten mit Bezug zu Gagarin
- Juri Alexejewitsch Gagarin (1934–1968), Kosmonaut, erster Mensch im Weltraum, 1968 Umbenennung der Stadt Gschatsk in Gagarin
- Wladimir Alexandrowitsch Dschanibekow (* 1942), Kosmonaut und Ehrenbürger der Stadt